# Anne (album)
Anne is het dertigste studioalbum van Herman van Veen, verschenen in 1986. 

## Nummers
| Nr. | Titel                                        | Schrijver(s)                                        | Duur |
| --- | -------------------------------------------- | --------------------------------------------------- | ---- |
| 1.  | Anne                                         | Hans-Jürgen Buchner, Herman van Veen                | 3:48 |
| 2.  | Een vriend zien huilen (Voir un ami pleurer) | Jacques Brel, Pieter van den Dolder, Willem Wilmink | 3:54 |
| 3.  | Wie was die man?                             | Herman van Veen                                     | 4:20 |
| 4.  | Broertje                                     | Herman van Veen, Judith Herzberg                    | 2:33 |
| 5.  | Regende het maar                             | Herman van Veen, Fletcher DuBois, Willem Wilmink    | 2:19 |
| 6.  | De laatste dans (Tonight)                    | David Bowie, Iggy Pop, Herman van Veen              | 3:12 |

| Nr. | Titel                  | Schrijver(s)                                         | Duur |
| --- | ---------------------- | ---------------------------------------------------- | ---- |
| 1.  | Joop (Joe, noch einen) | Christoph Busse, Herman van Veen                     | 5:31 |
| 2.  | Liedje                 | Erik van der Wurff, Herman van Veen, Judith Herzberg | 2:44 |
| 3.  | Lonely Kojboj          | Erik van der Wurff, Herman van Veen, Willem Wilmink  | 3:55 |
| 4.  | Een lange scheur       | Herman van Veen, Willem Wilmink                      | 2:09 |
| 5.  | Verliefd               | Herman van Veen, Kees Stip                           | 2:42 |
| 6.  | Zo vrolijk             | Herman van Veen                                      | 3:00 |